# Teuchophorus amami
Teuchophorus amami är en tvåvingeart som först beskrevs av Daniel J. Bickel 1999.  Teuchophorus amami ingår i släktet Teuchophorus och familjen styltflugor. Inga underarter finns listade i Catalogue of Life.